# Doctor Foster
Doctor Foster ist eine britische Fernsehserie, bestehend aus zwei Staffeln mit je 5 Folgen. Im deutschsprachigen Raum ist die Serie synchronisiert bei mehreren Anbietern abrufbar. Außerdem erscheinen die Staffeln auf DVD.

## Inhalt
Die Serie nimmt sich die Geschichte der Medea zum Vorbild.
Dr. Gemma Foster arbeitet als Allgemeinmedizinerin in einer südenglischen Kleinstadt, wo sie mit ihrem Mann Simon und dem gemeinsamen Sohn Tom ein ruhiges und glückliches Leben führt. In der ersten Folge sorgt ein langes blondes Haar auf dem Schal von Simon zu Gemmas misstrauen; in den späteren Folgen stellt sich heraus, dass ihr Mann seit mehreren Monaten eine Affäre mit einer jungen Frau aus dem Bekanntenkreis des Ehepaars hat. Die Dynamik des weiteren Verlaufs erzeugt Gemmas Ambivalenz, Simon zurückzugewinnen oder sich an ihm nachhaltig zu rächen.
Während die Haupthandlung sich um Ehekrach, Scheidungskinder, Erotik und Geld dreht, transportiert die Metaebene den Gedanken des Feminismus in einer Welt chronisch untreuer Männer: Gemma Foster erkennt ein Muster der Lügen zwischen Simon und dessen Vater und befürchtet eine Weiterreichung dieses Verhaltens an ihren pubertierenden Sohn Tom.

## Besetzung und Synchronisation
Die deutschsprachige Synchronisation der Serie entsteht bei der Studio Hamburg Synchron GmbH unter Dialogregie von Andreas Pollak.
- Suranne Jones als Dr. Gemma Foster
- Bertie Carvel als Simon Foster
- Robert Pugh als Jack Reynolds
- Adam James als Neil Baker
- Jodie Comer als Kate Parks

## Veröffentlichung im deutschsprachigen Raum
Beide Staffeln der Serie werden durch Polyband Medien auf DVD und Blu-ray veröffentlicht.
- Staffel 1 erschien am 31. März 2017[4][5]
- Staffel 2 wurde am 27. April 2018 veröffentlicht.